# Chemiepark Marl
Het Chemiepark Marl is een omvangrijk, 650 hectare groot, industrieterrein in de stad Marl in het Ruhrgebied in de Duitse deelstaat Noordrijn-Westfalen. Het is een van de grootste industrie-clusters van Europa en de op twee na grootste van Duitsland. De hier geconcentreerde bedrijfstak is de chemische industrie.
Op het Chemiepark worden niet alleen chemische producten geproduceerd. Er vindt ook, in samenwerking tussen bedrijven onderling, dan wel in samenwerking tussen bedrijfsleven en universiteiten, research plaats. Deze research richt zich mede op het "duurzamer" maken van de chemische industrie, zowel gericht op vermindering van milieuschade tijdens de productie en de verwerking van bedrijfsafval, als op het ontwikkelen van chemische producten, die minder schadelijk voor het milieu zijn, en dan eerder op de markt gebrachte producten kunnen vervangen. Een soortgelijk streven wordt toegepast op het (in sommige opzichten met Chemiepark Marl vergelijkbare) industriepark Chemelot bij Geleen, Nederland.
Chemiepark Marl is ook de naam van het stadsdeel van Marl, waar dit industrieterrein zich bevindt. De ligging is ten zuiden van het Wesel-Dattelnkanaal en ten noorden van de Autobahn A52 (afrit 48).

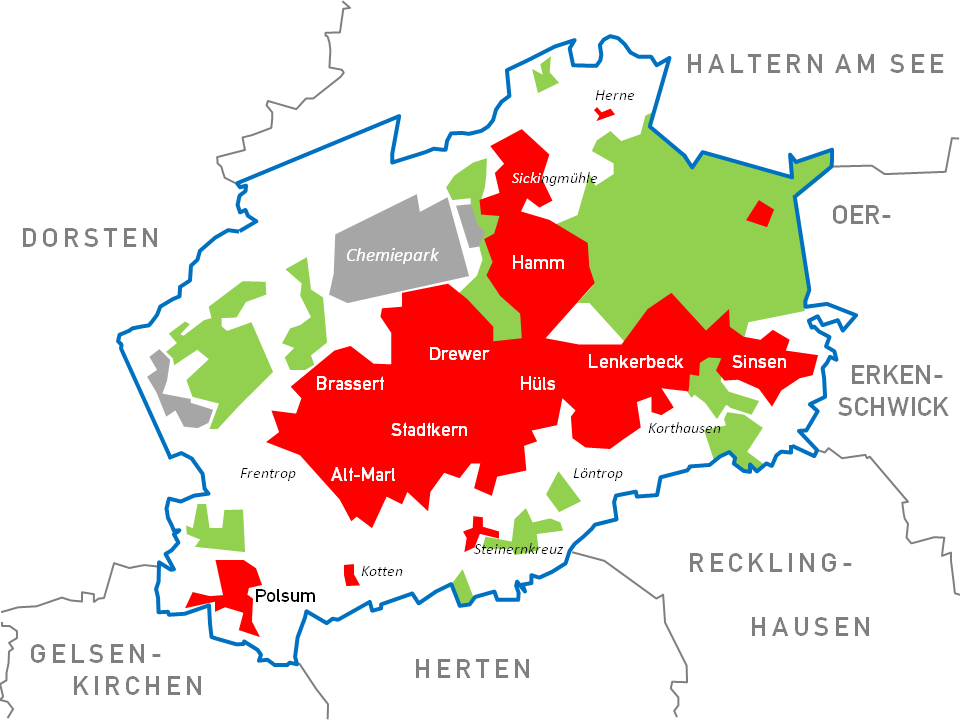
Situering Chemiepark Marl binnen de gemeente
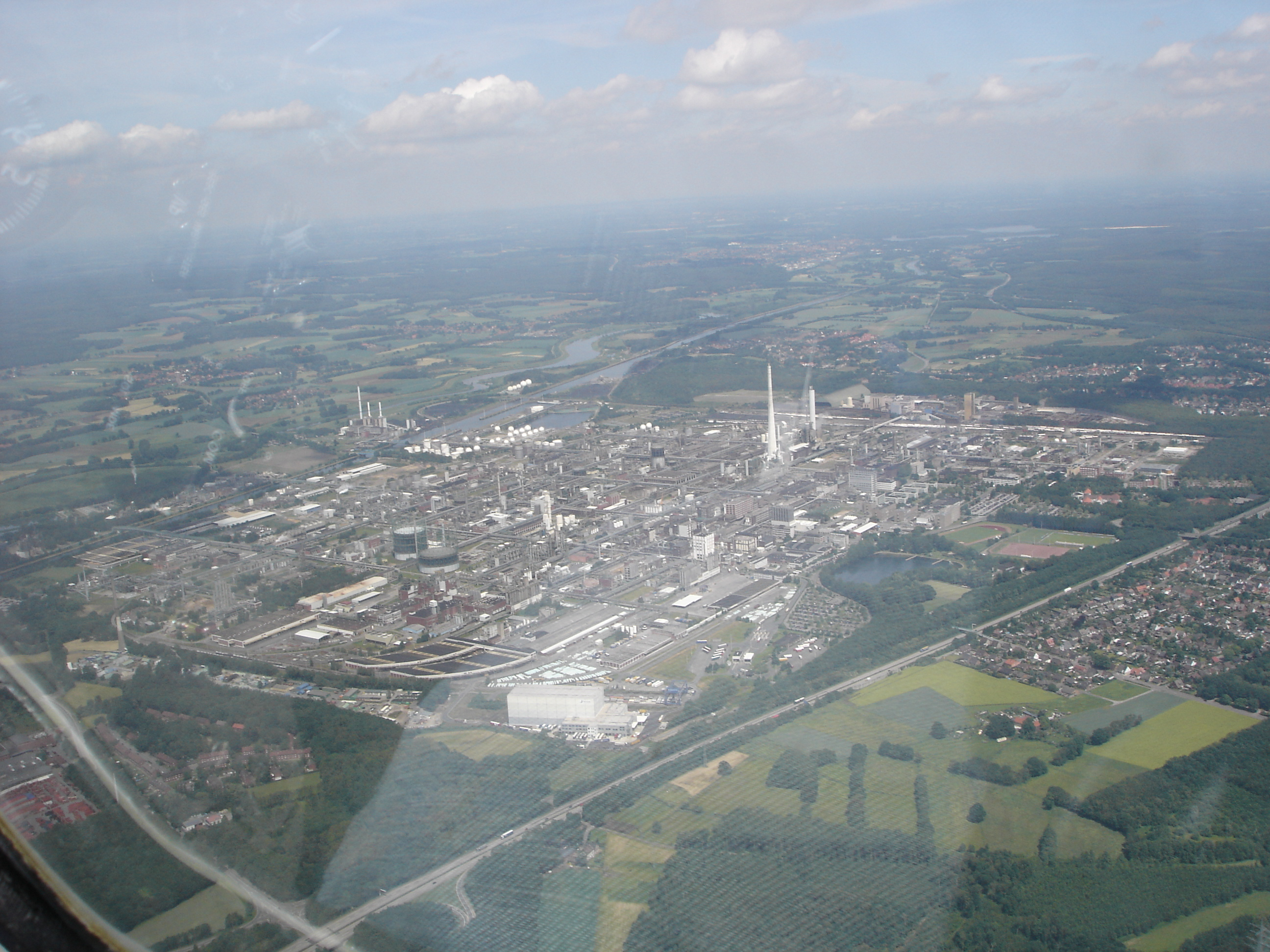
Luchtfoto
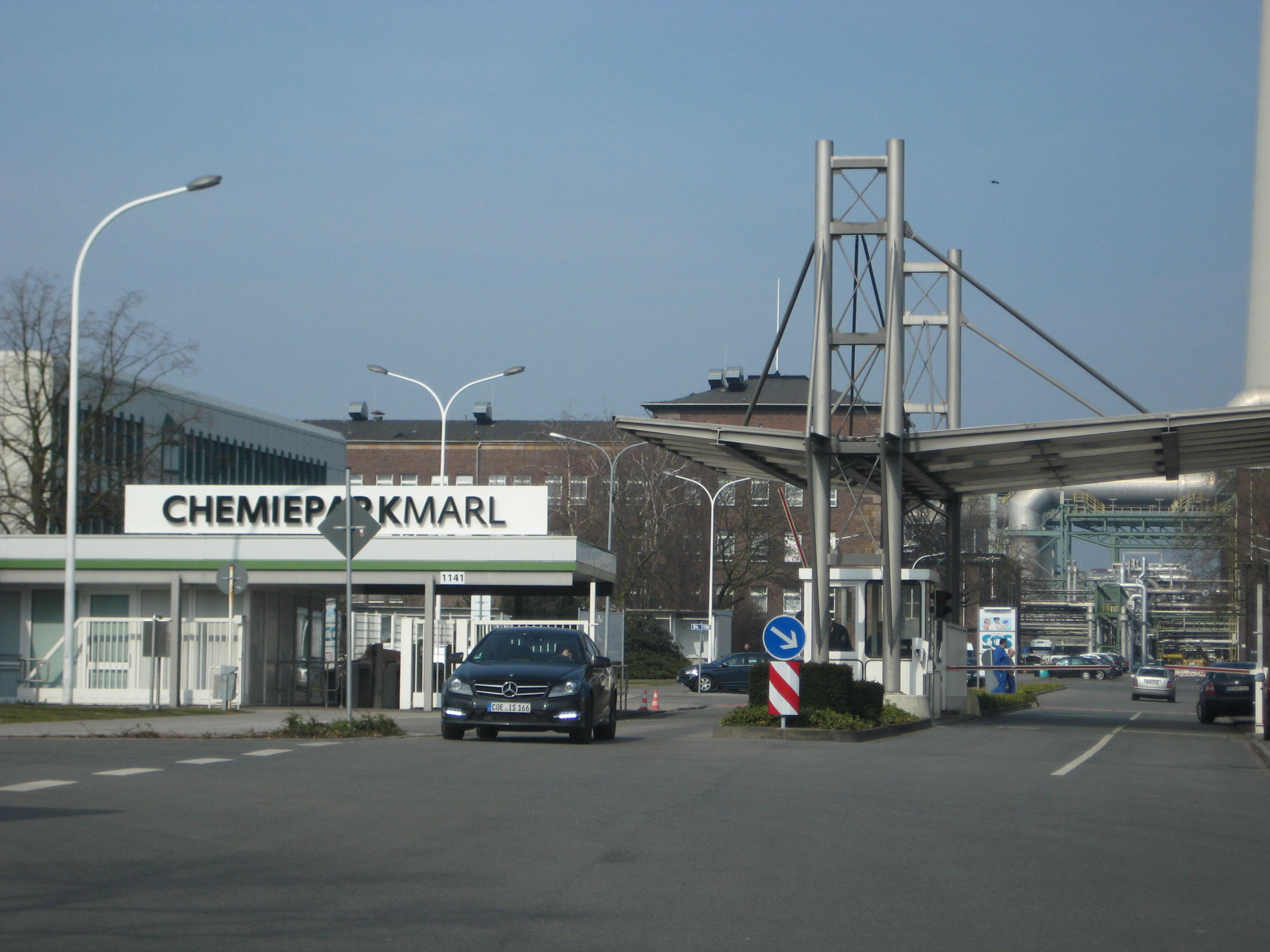
Hoofdingang (Poort 1)
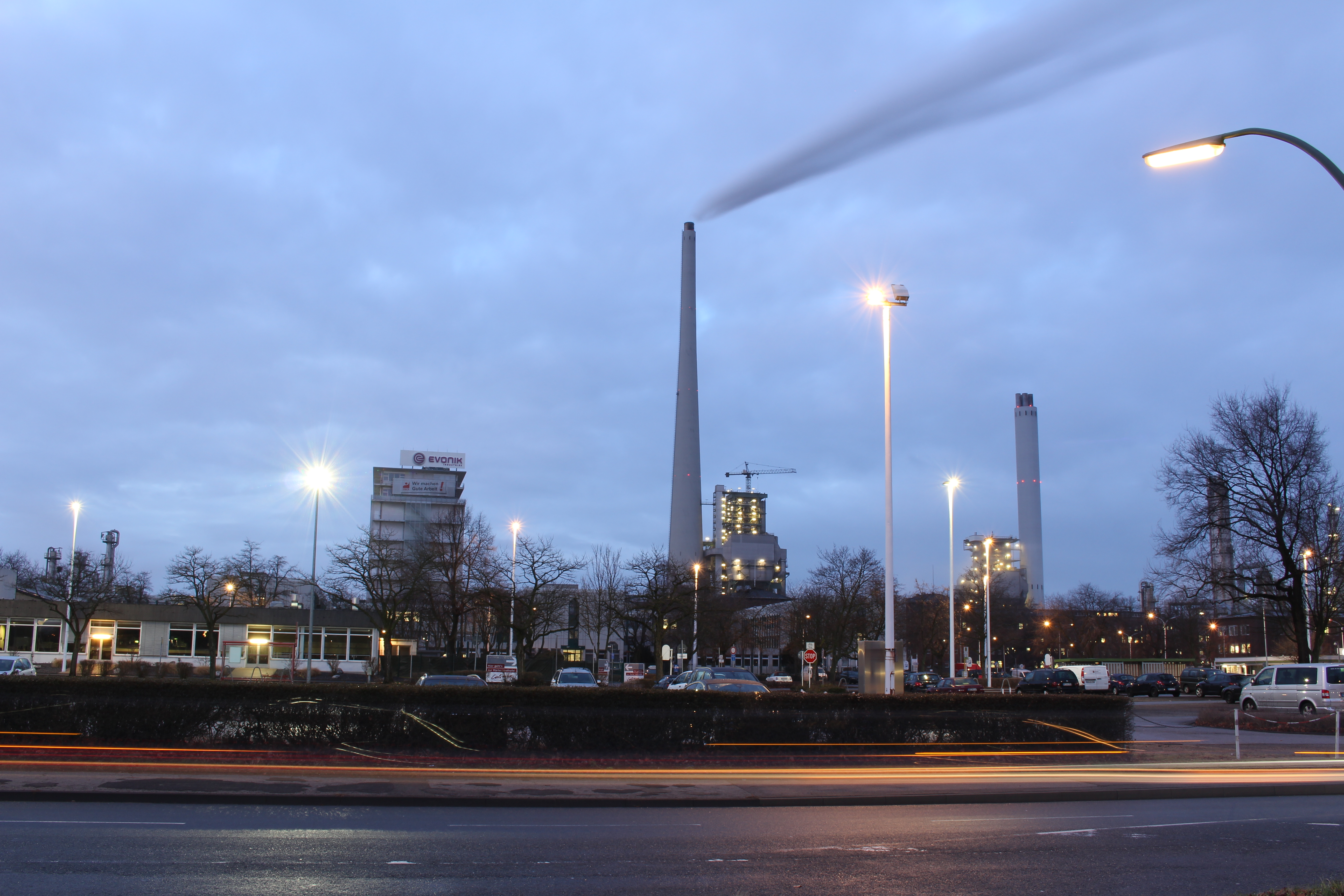
Gezicht op het Chemiepark Marl vanuit het zuiden

Officiële exploitant van het Chemiepark Marl is een organisatie met de naam „Infracor“, sedert 1 juli 2013 een bedrijfsonderdeel van Evonik Industries. De diensten, die Infracor verleent , zijn o.a. onderhoud van de openbare ruimte, grondstoffen- en eindproductlogistiek, energielevering, schoonmaak, afvallozing, beleggings- en carrière-advies voor bedrijven en hun personeelsleden en directeuren.
Het Chemiepark Marl is een zogenaamd ankerpunt van de toeristische Route der Industriekultur en kan in beperkte mate bezichtigd worden.
Op het terrein zijn circa 100 verschillende chemische bedrijven met productielocaties gevestigd, die aan ca. 30 concerns toebehoren. Het totaal aantal gebouwen is ongeveer 900. Op het Chemiepark Marl werken ongeveer 10.000 mensen; de meeste bedrijven draaien in volcontinudienst.
De infrastructuur bestaat uit loodrecht op elkaar aangelegde wegen, die door zware vrachtauto's bereden kunnen worden, goederenspoorlijnen (aansluiting bestaat op de spoorlijn Gelsenkirchen-Buer Nord - aansluiting Lippe), pijpleidingen en een binnenhaven aan het Wesel-Dattelnkanaal. Diverse opslagfaciliteiten zijn beschikbaar, waaronder grote opslagtanks.
Ter plaatse wordt in een lucht-aanzuig-installatie volgens het Linde-proces argon, zuurstof en stikstof gewonnen.
Drie elektriciteitscentrales leveren er met behulp van warmte-krachtkoppeling 300 megawatt elektriciteit.

## Geschiedenis
In de Hitler-tijd, en wel in mei 1938, had Chemische Werke Hüls GmbH , dat voor 74% in handen was van IG Farben, er een grote vestiging geopend. De naam Hüls komt van het iets oostelijker gelegen, tot Marl behorende stadje Hüls, waar IG Farben al mijnbouwactiviteiten bedreef.
Voor de productie van banden, ook voor militaire voertuigen, werd er zgn. Buna (nitrilbutadieenrubber) gemaakt, maar ook andere producten verlieten de fabrieken.
Vooral voor de huisvesting van gewone arbeiders was er te weinig woonruimte. Tot 1940 woonden deze soms zelfs in tentenkampen. In dat jaar kwamen de eerste personeelswoonwijken gereed. De tentenkampen werden niet afgebroken, maar vanaf 1940 als krijgsgevangenen- en dwangarbeiderskamp gebruikt; de Duitse arbeiders hadden dienst moeten nemen in o.a. de Wehrmacht, en de fabrieken moesten- met inzet van dwangarbeiders van elders- blijven draaien. De fabrieken waren militair-strategisch van belang, en werden in de Tweede Wereldoorlog dan ook vaak door geallieerde luchtbombardementen getroffen. Op 31 maart 1945 werd Marl door Amerikaanse troepen veroverd. Dezen wisten te voorkomen, dat de nog intact zijnde afdelingen van het complex door de Duitsers zelf werden opgeblazen.
Op dat moment werkten er in de fabriek nog slechts 500 mensen (het waren er op een gegeven moment 10.000 geweest). Tot 1953 stond het bedrijf onder toezicht van de Britse bezettingsautoriteiten. Daarna ontwikkelde Chemische Werke Hüls AG zich, met als voornaamste producten kunststoffen, grondstoffen voor wasmiddelen en weer Buna. In 1998 kocht de firma Infracor, een dochteronderneming van Evonik Degussa GmbH, het terrein en ging dat exploiteren.
In maart 2012 gebeurde er een dodelijk ongeval: doordat een pijpleiding of ander onderdeel in een installatie voor de productie van 1,5,9-cyclododecatrieen ten gevolge van metaalmoeheid scheurde ontstond een zware explosie, die twee medewerkers van Evonik het leven kostte. Er was een 100 meter hoge steekvlam te zien, en de rook dreef zuidwaarts tot iets ten noorden van Gelsenkirchen. De productiestop, die gedurende de tijd, waarin de oorzaak van het ongeluk werd onderzocht, was opgelegd, leidde tot een tijdelijk wereldwijd tekort aan polyamide voor nylon. Uit onderzoek bleek, dat er in de rook en andere uitstoot geen gevaarlijke stoffen zaten in -volgens geldende normen- voor de mens schadelijke hoeveelheden.

## Op het Chemiepark gevestigde bedrijven
- Het grootste hier gevestigde concern is Evonik Industries. Dochterondernemingen van Evonik, die hier werkzaam zijn, zijn o.a.:
  - Nutrition & Care
  - Performance Materials
  - Ressource Efficiency
  - Materials
  - Creavis
  - CPM Netz
  - TÜV Nord InfraChem
  - Umschlag Terminal Marl
  - Westgas

Van Evonik onafhankelijke bedrijven of filialen daarvan:
- Air Liquide
- Air Products
- Alba Group (hoofdkantoor te Berlijn, bekend als sponsor van de basketbalclub in die stad)
- C+S Chlorgas
- Dow, Inc.  Deutschland Anlagengesellschaft
- Eastman Chemical HTF
- Goodman Germany
- INEOS Solvents
- Ineos Styrenics (in 2005 overgenomen van BP )
- Karl Schmidt Spedition
- Linde AG
- Metro Logistics
- Natural Energy West
- Oxea
- Sasol
- Synthomer (voorheen PolymerLatex)
- Vestolit

## Producten (selectie)
In het Chemiepark Marl worden in circa 100 installaties meer dan 4.000 chemische producten gefabriceerd. Tot de belangrijkste hiervan behoren:
- acetyleen, acrylzuur, alkanolamine, alkylfenolen
- benzol, butadieen, butaan, butaandiol, butanol, buteen
- butylacetaat, butylacrylaat, 1-chloorbutaan en isomeren met de formule C4H9Cl, butyraldehyde
- chloor, copolyamide, copolyester, cumol
- dichloorbutaan, dichloorethaan
- ethoxylaat, ethylbenzeen, ethylchloride, ethyleen, ethyleenglycol, ethyleenoxide, 2-ethylhexanol
- formaldehyde,
- glycolen
- harsen
- isobuteen
- latex-achtige stoffen (polymeerdispersie)
- MAC/MAS, methanol, methylchloride, MTBE
- natronloog
- polyamide, polyester, polyethyleenglycolen, polyoctenameer, polystyrol, propyleen, pvc
- zoutzuur, zwavelzuur, styrol
- tenside, tetrahydrofuraan
- weekmakers